# والی (اسطوره)
والی (به زبان نروژی باستان: Váli) در اساطیر اسکاندیناوی، پسر اودین و ماده غولی به نام ریند بود. والی برادران بی‌شماری از جمله بالدر و ثور داشت. هنگامی که برادر ناتنی‌اش هودر، دیگر برادر او یعنی بالدر را کشت، در همان روز ریند، والی را به دنیا آورد. او تنها یک روزه بود که به اندازهٔ انسانی بالغ رشد کرد و در نهایت به عنوان انتقام مرگ بالدر، هودر را کشت. او به همین جهت با نام انتقام‌گیر بالدر نیز شناخته می‌شود.
بر اساس نسخهٔ ساکسو گراماتیکوس، پسر ریند و اودین در این روایت به جای والی، «بوئه» نام دارد و او پسری است که پس از بالیدن یارای کشتن قاتل بالدر را پیدا می‌کند. اطلاعات اندکی دربارهٔ والی در دسترس است، و تنها اشاره‌ای دیگری از وی غیر از نقش داشتن در انتقام مرگ بالدر، از شعری آمده‌است که او را در میان نسل جوان ایزدان قرار داده و یکی از شخصیت‌هایی است که از نبرد فرجامین راگناروک جان سالم به در خواهد برد. ریشه و معنای لغوی نام والی نامعلوم است. قانع‌کننده‌ترین نظریه‌ای که تاکنون در این باره بیان شده، این است که از لغت نیا-زبان ژرمنی «waihalaR»، به معنای «مشاجره‌کننده» مشتق شده‌است.
والی همچنین نام پسر ایزد شرارت لوکی، و همسر باوفایش سیگین است، اما هیچ رابطه‌ای با والی فرزند اودین ندارد.